# Cố cung Thẩm Dương
Cung điện Thịnh Kinh (giản thể: 盛京宫殿; phồn thể: 盛京宮殿; bính âm: Shèngjīng Gōngdiàn) hay còn được biết đến là Cố cung Thẩm Dương (giản thể: 沈阳故宫; phồn thể: 瀋陽故宮; bính âm: Shěnyáng Gùgōng) là một cung điện hoàng gia cũ nằm ở Thẩm Dương, tỉnh Liêu Ninh, đông bắc Trung Quốc. Nó được xây dựng vào năm 1625 trong khoảng thời gian đầu của người Mãn và nhà Thanh bởi ba vị hoàng đế đầu tiên và họ sống ở đó từ năm 1625 đến 1644. Ngày nay, nó đã được chuyển đổi thành một bảo tàng nằm ở trung tâm thành phố Thẩm Dương, tỉnh Liêu Ninh.

## Lịch sử
Nó được xây dựng bởi hoàng đế sáng lập ra nhà Thanh là Nỗ Nhĩ Cáp Xích vào năm 1625 như là một kinh đô của người Mãn. Cung điện sau đó được bổ sung thêm dưới triều đại của Hoàng Thái Cực. Cấu trúc của nó khá giống với Tử Cấm Thành nhưng cũng mang phong cách kiến trúc Tây Tạng và Mãn Châu.
Sau khi nhà Minh bị sụp đổ và thay thế bởi nhà Thanh vào năm 1644, Thịnh Kinh dần mất vị thế của một kinh đô và dần trở thành một cung điện khu vực.
Năm 1780, cung điện tiếp tục được mở rộng bởi hoàng đế Càn Long và nó chỉ là nơi lui đến một khoảng thời gian trong năm của các vị hoàng đế sau đó.

## Kiến trúc
Cố cung chia làm 3 đường chính: Đông Lộ - Trung Lộ và Tây Lộ. Kiến trúc chủ yếu ở đây là:
1. Trung Lộ: với trung tâm là điện Sùng Chính – nơi chấp chính của Hoàng Thái Cực.
2. Đông Lộ: trung tâm chính là Điện Đại Chính, là nơi hoàng đế nhà Thanh làm việc hàng ngày và tổ chức lễ nghĩ lớn. Đình Thập Vương là nơi làm việc của mười đại thần quan trọng của triều đình. Phong cách kiến trúc của Điện Đại Chính và Đình Thập Vương bắt chước lều vải của dân tộc du mục. 11 ngôi đình nói trên tức là tiền thân của 11 lều vải tượng trưng cho quá trrình di chuyển từ du mục sang cố định.
3. Tây Lộ với trung tâm là gác Văn Tố, trước sau là sân khấu kịch và Gia Ân Đường.
4. Khu trung tâm chính là Hoàng Cung – là một trong hai quần thể kiến trúc cung điện lớn còn tồn tại đến ngày nay của Trung Quốc. Chủ thể của cố cung Thẩm Dương xây dựng vào năm 1625, 10 năm sau hoàn thành. Sau đó, hoàng đế Khang Hy, Ung Chính, Càn Long tiến hành tu sửa.

## Giá trị
Cùng với Cố Cung Bắc Kinh – Cố cung nằm trong di sản văn hóa thế giới với quy mô và rất bề thế. Trải hơn 150 năm lịch sử của mình, cho nên cố cung Thẩm Dương đã hấp thụ tinh hoa văn hoá của dân tộc Hán, Mãn, Mông Cổ, Hồi và Tạng là kết tinh văn hoá Trung Hoa, là mốc son quan trọng của Trung Quốc với tư cách là một nước thống nhất và nhiều dân tộc và hiện nay là điểm tham quan hấp dẫn cho du khách.